# Sinibald II Ordelaffi
Sinibald II Ordelaffi (1467-1480) fou fill de Pino III Ordelaffi i va morir als pocs mesos. Extinta la família el Papa va reclamar la ciutat que li fou lliurada poc després, el mateix 1480. Un parent seu Francesc V Ordelaffi va reclamar els drets però no li foren reconeguts.